# Освальд Гуссейн
Освальд («Оссі») Гуссейн (нар. 1954) — гаянський митець, який походить із народу локоно (аравак). Хоча він час від часу працює з різними матеріалами, він найбільше відомий своїми дерев'яними скульптурами, які досліджують різні аспекти культури та традицій аравакських індіанців. Вперше Гуссейн отримав національне визнання, вигравши першу премію на Національній виставці образотворчого мистецтва Гаяни у 1989 році, і з того часу він став одним із найвідоміших митців Гаяни та провідною фігурою скульптурного мистецтва Гаяни. Разом зі своїм зведеним братом, Джорджем Саймоном, він є одним із найвидатніших членів гурту митців локоно. Його роботи демонструвалися на численних виставках у Гаяні, Барбадосі та Великій Британії.

## Біографія
Освальд Гуссейн народився в селі Сент-Катбертс-Мішн (аравакською мовою: Пакурі) у Британській Гвіані (нині Гаяна) у 1954 році.
Гуссейн вперше почав займатися різьбленням по дереву та скульптурою у 1960-х роках. У 1988 році він приєднався до майстерні мистецтва та дизайну у Сент-Катберті, яку заснував й очолив його зведений брат Джордж Саймон, коли повернувся до Гаяни після опанування мистецтва у Великій Британії. Майстерня у Сент-Катберті дозволила багатьом місцевим художникам, зокрема й Гуссейну, розвинути свої навички; і в міру того як національна репутація цих митців зростала, вони стали відомі як група художників локоно.
Участь Гуссейна в групі художників локоно та майстерні Сент-Катберт поклала початок його сходження до національного, а згодом і міжнародного успіху. У 1989 році він отримав першу премію на Національній виставці образотворчого мистецтва Гаяни зі скульптурою «Massasekeree»; у 1993 році він повторив це досягнення, коли знову отримав першу премію за скульптуру «Wepelly». У 1991 році роботи Гуссейна були представлені у фонді Гедфілда у рамках виставки «Сучасне мистецтво американських індіанців», на якій були представлені роботи дев'яти членів групи художників локорно. Після ще однієї групової виставки у 1998 році «Шість митців локоно» у Венесуельському культурному центрі у Джорджтауні у 1999 році відбулася перша персональна виставка робіт Гуссейна «Птахи на заході сонця». Наступна виставка «Птахи на заході II», присвячена Гуссейну та його колезі-художнику локоно Роаланду Тейлору, відбулася у Національній художній галереї у Будинку Кастеллані у 2000 році.
У 2006 році Гуссейну запропонували посаду художника-резидента у Горніманському музеї у Лондоні. Спочатку резидентуру планувалося розпочати у серпні того ж року, але Гуссейну довелося відкласти свою подорож через важкі травми, які він отримав в аварії на мотоциклі незадовго до того, як мав залишити Велику Британію. Під час резиденції у Горніманському музеї Гуссейн взяв участь у художній виставці «Амазонка до Карибського басейну: Ранні люди тропічного лісу», куратором якої був Хасан Ареро.

## Стиль
Художній метод і стиль Гуссейна змінювалися та розвивалися протягом багатьох років. Його скульптури завжди починаються з частини стовбура дерева, і для їх створення може знадобитися від одного дня до чотирьох місяців. Критики відзначали суттєві стилістичні відмінності між його ранніми та пізніми роботами. У той час як ранні скульптури є переважно великими творами, які збалансовані між горизонтальною та вертикальною площинами, його пізніші роботи помітно менші та найчастіше вертикально орієнтовані.
Концептуально Гуссейн знаходить натхнення у культурних традиціях араваків. В інтерв'ю 2006 року він пояснив, що багато його скульптур засновані на історіях, які він чув від матері у дитинстві, про «тварин, колібрі або риб […] і богів сонця та дощу, які відзначають події у нашому житті».

### Видатні роботи

#### «Oriyu Banka» (1995)
«Oriyu Banka» — дерев'яна скульптура, створена Гуссейном у 1995 році. Скульптура виготовлена з саманового дерева і має розмір приблизно 70 на 25,5 сантиметрів. Це довга округла скульптура, вкрита сміливими геометричними візерунками, найвидатнішими з яких є круглі візерунки у центрі, схожі на очі, та 12 гострих вигнутих «зубів», які стирчать з боків. Араваканська назва твору перекладається як «Лава духа води», а «Орію» — це ім'я добре відомого жіночого духу води в аравакській та інших індіанських міфах. Критики Енн Волмслі та Стенлі Ґрівз відзначають, що хоча форма та назва скульптури нагадують традиційну лавку, її гострі зуби та зовнішній вигляд, схожий на каймана, «не дозволили б жодній людині сісти на неї».

## Нагороди
- 1989: Перша премія на Національній виставці візуальних мистецтв, Гаяна
- 1993: Перша премія на Національній виставці візуальних мистецтв, Гаяна